# 黒潮拳ノ川インターチェンジ
黒潮拳ノ川インターチェンジ（くろしおこぶしのかわインターチェンジ）は、高知県幡多郡黒潮町拳ノ川にある、高知自動車道（片坂バイパス・窪川佐賀道路（佐賀工区））のインターチェンジである。
2005年（平成17年）に四万十町西IC - 黒潮拳ノ川ICが片坂バイパスとして事業化された。また、高知IC方面出入口のみのハーフインターチェンジであり、無料区間のため料金所は設置されていない。
計画および建設時の仮称は拳ノ川インターチェンジ（こぶしのかわインターチェンジ）だった。

## 歴史
- 2018年（平成30年）
  - 3月26日 : IC名称が拳ノ川ICから「黒潮拳ノ川IC」に正式決定[1]。
  - 11月17日 : 四万十町西IC - 黒潮拳ノ川IC間の開通に伴い供用開始[2]。

## 周辺
- 土佐佐賀温泉 こぶしのさと
- 中村警察署拳ノ川駐在所
- 黒潮町立拳ノ川小学校
- 土佐くろしお鉄道中村線荷稲駅

## 接続する道路
- 国道56号

## 隣
E56 高知自動車道（片坂バイパス・窪川佐賀道路（佐賀工区））
(20) 四万十町西IC - (21) 黒潮拳ノ川IC - 黒潮佐賀IC（事業中）